# Луций Ниний Квадрат
Луций Ниний Квадрат (на латински: Lucius Ninnius Quadratus) е политик на Римската република през края на 1 век пр.н.е.
Произлиза от фамилията Нинии. Той е добър приятел на Цицерон.
През 58 пр.н.е. е народен трибун и е в опозиция на колегата си Публий Клодий Пулхер. През 56 пр.н.е. е в опозиция на закона lex Trebonia.